# Aka
Aka (németül Acker) község Komárom-Esztergom vármegyében, a Kisbéri járásban.

## Fekvése
A település a Bakonyalja keleti szélén, Kisbértől 15, Mórtól 18 km-re, Bakonysárkány és Ácsteszér között fekszik. Közúton Bakonysárkányból a 81-es főutat és a 8208-as utat összekötő 8227-es úton érhető el.

## Földrajza
Aka Komárom-Esztergom vármegye legkisebb települése. Fejér vármegye határán, a  Bakony északkeleti lábánál, a Móri-ároktól nyugatra, érintetlen természeti környezetben található. Tengerszint feletti magassága 250 méter körül van. A megközelítő adat magyarázata: a település nagyobbik része völgyben helyezkedik el, kisebbik része azonban valamivel magasabban, ahonnét tiszta időben jól látható a Vértes hegység is.
A falu településszerkezete dombvidéki sorfalu.

## Története
Hegedűs Pálnak, a kisbéri Helytörténeti Gyűjtemény vezetőjének kutatásai szerint a település nevét tartalmazó legrégibb oklevél 1274-ből maradt fenn, amikor Akai Ogmánd a király megbízásából a Szák nemzetségbeli Konrád fia Jánost  beiktatta dinnyei (ma Alsó-vasdinnyepuszta) birtokába. Az Aka név eredetét azonban homály fedi. Van olyan feltételezés, amely szerint a település egy Akácius nevű főnemesről kapta a nevét. Mások összekapcsolják az Ok személynévvel és az egykor Buzsák helyén álló Akccsal. Ismét mások szerint az elnevezés a török eredetű aka szóból származik, amely kecskét jelent. Ez a feltevés azon alapul, hogy a török időkben főleg kecsketenyésztéssel foglalkoztak az itt élők.
Az 1358. évi ászári határleírásban az akai nemesek a Kisbér melletti Kisbattyán faluját említik. Aka a török kiűzéséig az Akai család birtoka volt. A család egyes tagjai évszázadokig jelentős közjogi funkciókat töltöttek be. 1366-ban a hántai prépost és a pilisi apát között folyó birtokperben az országbíró Akai Lászlót nevezte ki döntőbírónak. 1435-ben Zsigmond király megbízásából Akai Erdélyi László iktatta be Szakcsi Vince hántai prépostot Kisbér és Nagybér birtokába. Az ekkor készült oklevélben István fia Péter, László fia István, és István fia Pál akai nemeseket mint Kisbérrel szomszédos birtokosokat említik. 1455-ben V. László király az Akai családnak szabad ispánságot és pallosjogot adományozott. 1488-ban Veszprém vármegye felső járásának szolgabírája Akai György volt. Ekkor a település Cseh Kelemen és további öt társa birtoka volt. Rovásadójuk a jobbágyi lakosság egy forintjával szemben két és fél forintot tett ki.
1529-ben a Bécs ellen vonuló török csapatok elpusztították a települést, és az kétszáz évig lakatlan maradt. Az 1570. évi török adójegyzékben Aka-puszta Mehmed székesfehérvári szandzsákbég javadalombirtokaként szerepel. A török időkben a terület régi kisbirtokosai birtokaikat elzálogosították. 1642-ben a szentmártoni várban lakó Akai Polgár Dorko nagy erdejét bérbe adta  a Varsányiaknak.
A török háborúk után a lakatlan települést Fiáth János szerezte meg. Fiáth 1686. július 24-én, Buda visszafoglalásánál elsőként lépett a várfal tetetjére, s hősies magatartásáért több birtokadományban részesült. 1722-ben ő népesítette be újra Akát környékbeli magyar lakosokkal.
Bél Mátyás Veszprém vármegye leírása című, 1735-ben készült kéziratában a következőket írja: „Aka a Fiáthoknak, a hely birtokosainak engedélyével már kezd betelepülni.”
1760-ban Akát a Fiáth családtól Hantos cserebirtokért gróf Batthyány Lajos nádor bérbe vette és a kisbéri uradalomhoz csatolta. Az ekkor készült úrbéri összeírás szerint a települést 21 gazda és 18 házas zsellér lakta. A nádor 1762-ben szlovák és német ajkú lakosságot telepített a faluba. A telepesekkel kötött szerződésben húsz egésztelket biztosított a jövevényeknek. Egy-egy telek házat, udvart, kertet, hatvan pozsonyi mérő szántót (kb. 30 holdat) s ezen felül külön kukorica-, káposzta- és kenderföldet foglalt magában. A betelepültek az uraság engedélyével szabadon elköltözhettek, ha telküket más megfelelő telepesnek átadták. A német telepesek nagy része Stájerországból települt Akára. Az 1784-1787-es népszámlálás szerint gróf Batthyány Tódor birtokán 107 házban 151 család élt, s a település össznépessége ekkor 751 fő volt, közülük 11 polgár, 48 paraszt, 87 zsellér foglalkozású. 1830-ban Aka visszakerült Fiáth József báró tulajdonába.
A betelepítéstől kezdve lakóinak nagy része római katolikus volt, egy ideig önálló egyház nélkül, Súr filiájaként. 1788-ban aztán önállósult az egyháza, és a régi fatemplom helyett 1790-ben felépítette a ma is álló kőtemplomot. A prédikáció nyelve egyik vasárnap német, másik vasárnap szlovák volt. 1771-ben az iskola "rektora" (tanítója) német és szlovák nyelven tanított, magyarul nem tudott.
A falu lakói mező- és erdőgazdálkodásból, legfőképpen pedig sertéstenyésztésből éltek. Számuk 1900-ban volt a legnagyobb, azt követően fokozatosan csökkent. A II. világháború után a fogyás felgyorsult, a németeket Akáról is kitelepítették, s ennek következtében megmaradt lakóinak száma kevesebb lett, mint amennyi 120 évvel korábban volt.
Az addig Veszprém vármegyéhez tartozó települést 1950-ben csatolták Komárom megyéhez, majd a tanácsok összevonásával 1975-ben a szomszédos Ácsteszérhez. 1990-ben újra önállósult. Az alacsony gyermeklétszám miatt óvodája és iskolája nincs. A tanulók egy ideig az ácsteszéri, majd a bakonysárkányi iskolába jártak.
A munkaképes korosztály Mór és Kisbér üzemeibe jár dolgozni, vagy egyéni gazdálkodást folytat.
A település legnagyobb értékét háborítatlan környezete adja; különböző városokból sokan vásárolnak házat Akán üdülőnek.

## Közélete

### Polgármesterei
- 1990–1994: Balom Lászlóné (független)[3]
- 1994–1998: Balom Lászlóné (független)[4]
- 1998–2002: Balom Lászlóné (független)[5]
- 2002–2006: Balom Lászlóné (független)[6]
- 2006–2010: Mór Antal (független)[7]
- 2010–2014: Mór Antal (független)[8]
- 2014–2019: Mór Antal (független)[9]
- 2019–2024: Mór Antal (független)[10]
- 2024– : Klenotáné Nádudvari Hajnalka (független)[1]

## Népesség
A település népességének alakulása:
| Lakosok száma | 247  | 250  | 243  | 247  | 237  | 238  | 242  |
|               | 2013 | 2014 | 2015 | 2021 | 2022 | 2023 | 2024 |

A 2011-es népszámlálás során a lakosok 80,8%-a magyarnak mondta magát (19,2% nem nyilatkozott). A vallási megoszlás a következő volt: római katolikus 60,7%, református 2,9%, evangélikus 2,1%, felekezeten kívüli 2,5% (31,8% nem nyilatkozott).
2022-ben a lakosság 93,2%-a vallotta magát magyarnak, 1,3% németnek, 0,8% románnak, 1,7% egyéb, nem hazai nemzetiségűnek (6,8% nem nyilatkozott; a kettős identitások miatt a végösszeg nagyobb lehet 100%-nál). Vallásuk szerint 47,3% volt római katolikus, 7,6% református, 1,7% evangélikus, 0,4% görög katolikus, 0,4% egyéb keresztény, 0,8% egyéb katolikus, 8,9% felekezeten kívüli (32,5% nem válaszolt).

## Nevezetességei
- Az 1790-ben épült barokk stílusú római katolikus templom a hozzá tartozó, de csak 1817-ben elkészült toronnyal
- A Fiáth család sírboltja

## Turizmus
Aka községen is áthalad az Ácsteszéren, Táncsics Mihály szülőházától induló és oda visszatérő Táncsics emléktúra jelzett turistaútja. A faluban egy vendégház is működik.